# Miền Bắc (Việt Nam)

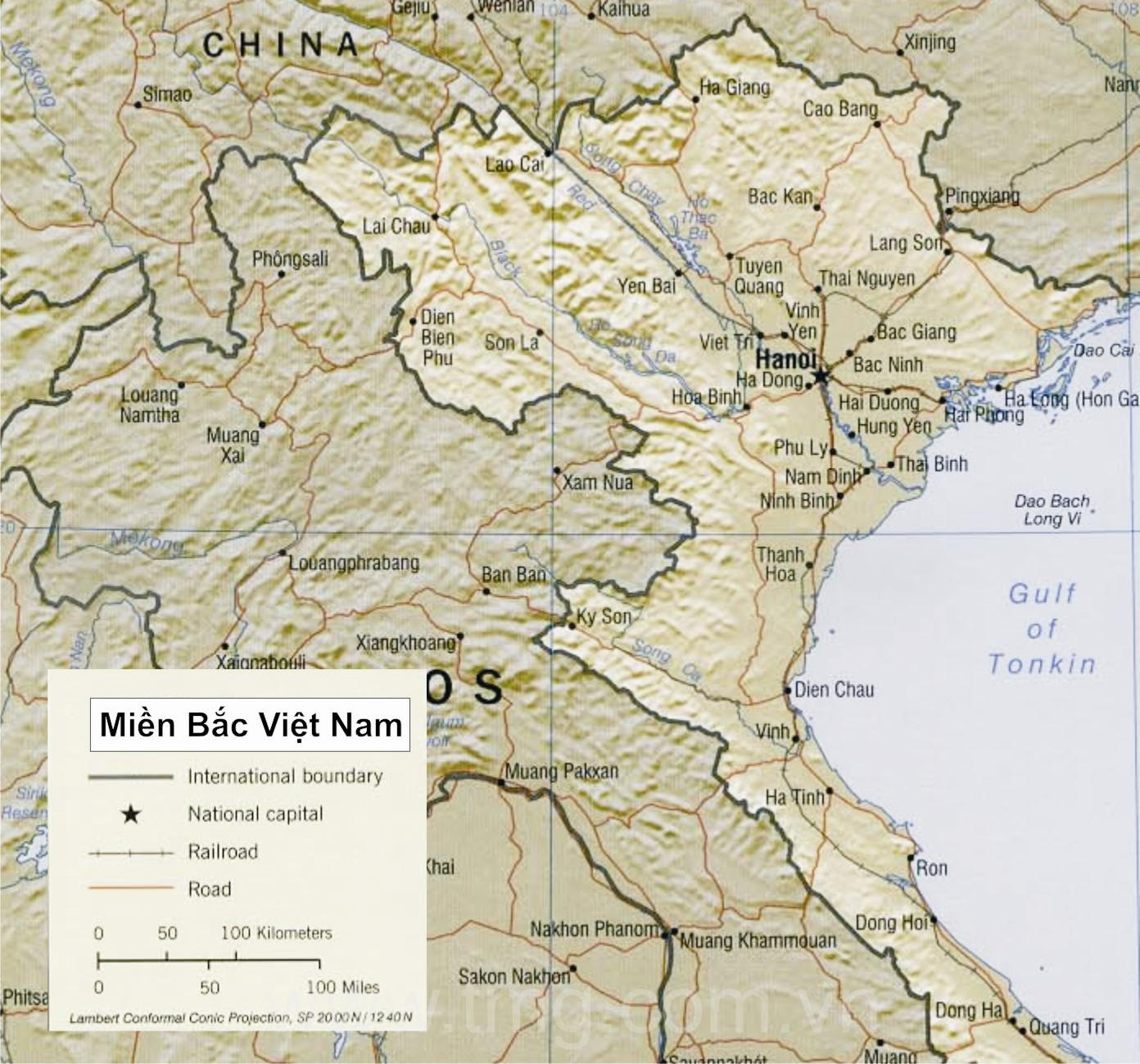
Miền Bắc Việt Nam

Miền Bắc Việt Nam là một khái niệm để chỉ vùng địa lý ở phía bắc nước Việt Nam. Tuy nhiên, tùy theo từng thời điểm lịch sử và thói quen sử dụng mà khái niệm này đôi lúc còn được dùng để chỉ các vùng lãnh thổ chính trị khác nhau một cách không chính thức.
Miền Bắc Việt Nam có thể là:
- Phân định địa lý đồng nghĩa với Bắc Bộ Việt Nam
- Phân định địa chính trị ở phía bắc sông Gianh (nay thuộc tỉnh Quảng Bình) (Đàng Ngoài)
- Phân định hành chính đồng nghĩa với Bắc Kỳ hay Bắc Thành của nhà Nguyễn vào thời Pháp thuộc và là một trong 3 vùng lãnh thổ chính (gồm Bắc Bộ, Trung Bộ và Nam Bộ) của Việt Nam.
- Phân định theo Hiệp định Genève là khu vực tập kết quân sự tạm thời của Quân đội nhân dân Việt Nam và khu vực thuộc quyền quản lý hành chính tạm thời của Việt Nam Dân chủ Cộng hòa nằm phía bắc giới tuyến quân sự tạm thời là vĩ tuyến 17. Căn cứ Điều 14, Khoản a trong Hiệp định Geneve 1954, Việt Nam Dân chủ Cộng hòa có chủ quyền trên toàn bộ lãnh thổ Việt Nam, tạm thời có quyền quản lý hành chính phía bắc vĩ tuyến 17 cho tới khi tổ chức tổng tuyển cử trên toàn Việt Nam. Liên hiệp Pháp từ bỏ chủ quyền và quyền chủ quyền ở Việt Nam nhưng vẫn có quyền quản lý hành chính phía Nam vĩ tuyến 17.[1]

Ngày nay, miền Bắc Việt Nam được hiểu là phần lãnh thổ các tỉnh từ Hà Giang tới Ninh Bình.

## Các tiểu vùng
Theo cách phân chia hiện nay thì miền Bắc Việt Nam, còn được gọi là Bắc Bộ, bao gồm các tỉnh ở phía bắc tỉnh Thanh Hóa.Theo các cách phân chia về địa lý và kinh tế thì miền Bắc gồm các tiểu vùng như sau:

### Theo địa lý tự nhiên
Vùng lãnh thổ miền Bắc này được chia thành 3 vùng lãnh thổ nhỏ:
Tây Bắc bộ (bao gồm 6 tỉnh: Lào Cai, Yên Bái, Điện Biên, Hoà Bình, Lai Châu, Sơn La). Vùng này chủ yếu nằm ở hữu ngạn sông Hồng. Riêng Lào Cai, Yên Bái đôi khi vẫn được xếp vào tiểu vùng đông bắc.
Đông Bắc bộ (bao gồm 9 tỉnh: Hà Giang, Cao Bằng, Bắc Kạn, Lạng Sơn, Tuyên Quang, Thái Nguyên, Phú Thọ, Bắc Giang, Quảng Ninh.)
Đồng bằng sông Hồng (bao gồm 10 tỉnh thành: Bắc Ninh, Hà Nam, Hà Nội, Hải Dương, Hải Phòng, Hưng Yên, Nam Định, Ninh Bình, Thái Bình, Vĩnh Phúc.)

### Theo quy hoạch vùng kinh tế
Dựa theo các quy hoạch phát triển kinh tế thì trong số 6 Vùng kinh tế - xã hội, miền Bắc gồm có 2 vùng kinh tế - xã hội gồm:
Vùng duyên hải Bắc Bộ (bao gồm 11 tỉnh: Hà Nội, Quảng Ninh, Vĩnh Phúc, Bắc Ninh, Hải Dương, Hải Phòng, Hưng Yên, Thái Bình, Hà Nam, Nam Định, Ninh Bình.)
Trung du và miền núi phía bắc (bao gồm 14 tỉnh: Hà Giang, Cao Bằng, Lào Cai, Bắc Kạn, Lạng Sơn, Tuyên Quang, Yên Bái, Thái Nguyên, Phú Thọ, Bắc Giang, Lai Châu, Điện Biên, Sơn La, Hòa Bình). Các trung tâm của khu vực miền núi phía bắc còn lại là các thành phố: Lạng Sơn, Điện Biên Phủ, Sơn La, Lào Cai.

### Theo quy hoạch vùng đô thị
Cả nước hiện có 2 vùng quy hoạch đô thị là Vùng Thành phố Hồ Chí Minh ở miền Nam và Vùng Hà Nội ở miền Bắc:
Vùng thủ đô Hà Nội (bao gồm 10 tỉnh, thành: Thái Nguyên, Phú Thọ, Bắc Giang, Hoà Bình, Bắc Ninh, Hà Nam, Hà Nội, Hải Dương, Hưng Yên, Vĩnh Phúc). Thủ đô Hà Nội là đô thị trung tâm của vùng.
Miền núi phía bắc ở cách phân chia thứ hai gồm 2 tiểu vùng Tây Bắc Bộ (không tính Hòa Bình thuộc vùng Hà Nội) và Đông Bắc Bộ (không tính Quảng Ninh thuộc vùng duyên hải Bắc Bộ và Thái Nguyên, Phú Thọ, Bắc Giang thuộc quy hoạch vùng thủ đô Hà Nội) theo cách phân chia thứ nhất. Vùng duyên hải Bắc Bộ có Hải Phòng là đô thị trung tâm và là một trong 5 thành phố trực thuộc trung ương và 10 đô thị loại 1.

## Các khái niệm khác
- Phía bắc, là cách gọi để chỉ khái niệm phân chia đất nước thành 2 phần Nam và Bắc. Các tỉnh phía bắc là khái niệm để chỉ toàn bộ các tỉnh miền Bắc và một phần các tỉnh thuộc phía bắc miền Trung.
- Theo quan niệm lâu đời của người Việt Nam thì vùng lãnh thổ Miền Bắc Việt Nam được tính từ khu vực tỉnh Hà Tĩnh lên phía bắc. Quan niệm này xuất phát từ thời Trịnh Nguyễn phân tranh vào giữa thế kỷ 17. Ranh giới này trước đây thậm chí còn được xác định rõ ràng bởi sông Gianh. Tuy nhiên ngày nay chỉ còn khái niệm là vùng lãnh thổ nhỏ phía bắc tỉnh Quảng Bình.
- Từ năm 1945, khái niệm miền Bắc Việt Nam được dùng để chỉ vùng lãnh thổ phía bắc vĩ tuyến 16 (Đà Nẵng trở ra). Khái niệm này bắt nguồn từ thỏa thuận của các nước Đồng Minh về việc giải giới quân đội Nhật Bản ở Đông Dương thì vùng lãnh thổ Việt Nam được chia làm 2 phần, lấy vĩ tuyến 16 làm ranh giới. Vùng lãnh thổ phía bắc vĩ tuyến 16 do quân Trung Hoa Dân Quốc cai trị, về sau giao cho Pháp. Khái niệm này rất ít dùng.
- Từ năm 1954 trở đi, khái niệm Miền Bắc Việt Nam được dùng để chỉ vùng lãnh thổ do chính phủ Việt Nam Dân chủ Cộng hòa quản lý hành chính, kể từ phía bắc Vĩ tuyến 17, với ranh giới tự nhiên là sông Bến Hải, nay tương ứng với vùng lãnh thổ phía bắc tỉnh Quảng Trị. Khái niệm này bắt nguồn từ Hiệp định Genève năm 1954 quy định vùng tập kết quân sự của 2 bên tham chiến tại Việt Nam. Ranh giới này tồn tại đến tận năm 1976 sau khi Việt Nam Dân chủ Cộng hòa và Chính phủ Cách mạng lâm thời Cộng hòa miền Nam Việt Nam tổ chức Tổng tuyển cử ngày 02/07/1976 để thống nhất về mặt nhà nước thành Cộng hòa Xã hội chủ nghĩa Việt Nam.

## Các tên gọi khác

### Bắc Triều
Trong chiến tranh Lê – Mạc (1533–1592), Việt Nam được phân chia với nhà Mạc nắm giữ đồng bằng Sông Hồng (Bắc Triều) và nhà Lê kiểm soát miền Trung từ Thanh Hóa đến Bình Định (Nam–Bắc triều (Việt Nam|Nam Triều).

### Đàng Ngoài

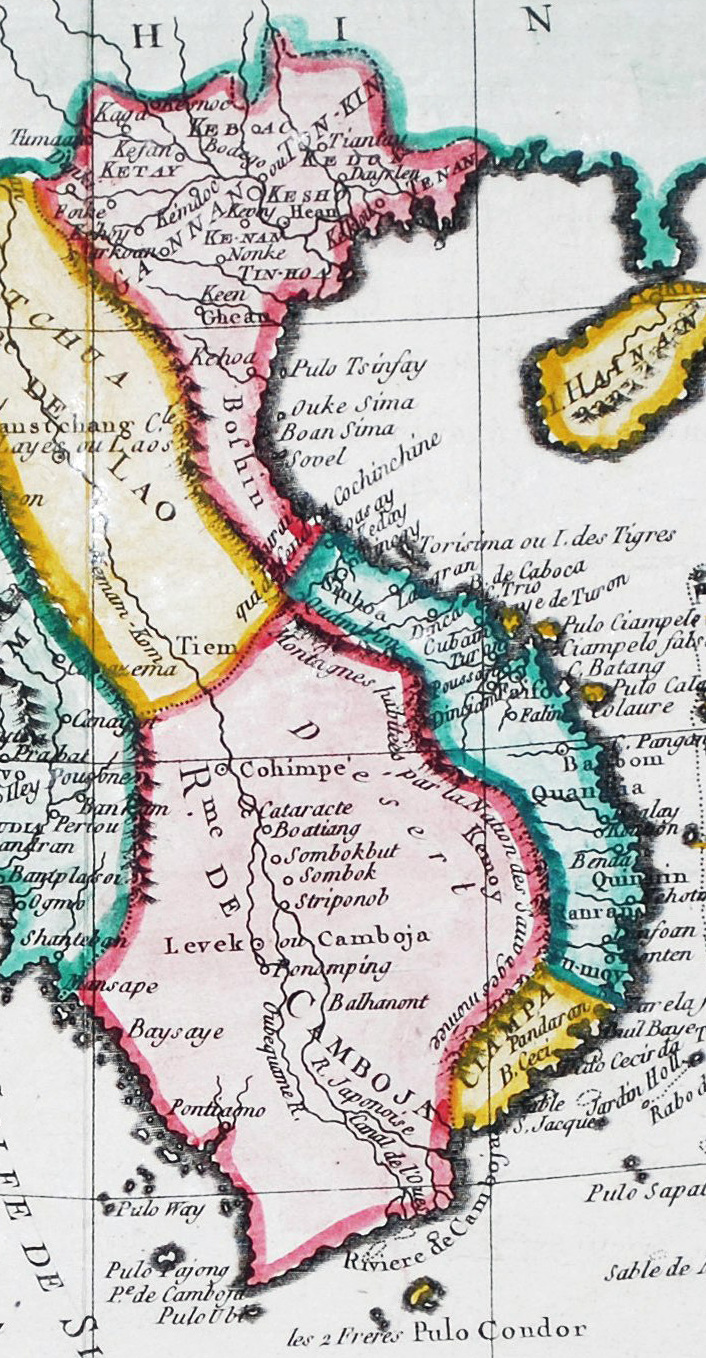
Đàng Ngoài (Annam ou Ton-kin) ở phía Bắc, màu hồng, thập niên 1770.

Tên gọi này bắt nguồn từ thời Trịnh - Nguyễn phân tranh vào thế kỷ 17, với ranh giới xác định là ở phía bắc sông Gianh (nay thuộc Quảng Bình). Do đặc điểm cả hai vùng lãnh thổ tuy trên thực tế thuộc 2 chính quyền khác nhau, nhưng về danh nghĩa vẫn cùng một quốc gia Đại Việt. Tên gọi Đàng Ngoài thường được dùng để chỉ vùng do chúa Trịnh kiểm soát, vốn nằm gần Trung Quốc hơn nên mới có tên gọi này. Giai đoạn này, các thương nhân ngoại quốc thường dùng tên gọi Tonkin, Tonquin, Tongkin hoặc Tongking để chỉ vùng lãnh thổ này.

### Bắc Hà
Tên gọi Bắc Hà xuất hiện cùng thời với tên gọi Đàng Ngoài. Nó có nghĩa đơn giản là phía bắc con sông, ở đây hàm ý chỉ con sông Gianh. Tuy nhiên, tên gọi này sử dụng phổ biến hơn tên gọi Đàng Ngoài vào cuối thế kỷ 18 và được sử dụng cho đến đầu thế kỷ 19.

### Bắc Thành
Tên gọi Bắc Thành dùng để chỉ một đơn vị hành chính cấp cao hơn tỉnh, được vua Gia Long đặt ra từ năm 1802. Vùng lãnh thổ của Bắc Thành gồm 11 trấn (5 nội trấn và 6 ngoại trấn), tương đương cấp tỉnh, tính từ khu vực Ninh Bình trở lên phía bắc. Tổng trấn đầu tiên của Bắc Thành là Nguyễn Văn Thành. Danh xưng Bắc Thành được sử dụng cho đến tận năm 1831, khi vua Minh Mạng bãi bỏ cơ quan hành chính này.

### Bắc Kỳ
Bắc Kỳ là tên gọi thừa hưởng từ tên gọi Bắc Thành từ năm 1831, tuy nhiên chỉ còn ý để chỉ vùng lãnh thổ thuộc Bắc Thành quản lý trước kia, vì các trấn đã được vua Minh Mạng đổi thành tỉnh và đặt dưới sự cai quản trực tiếp của triều đình. Sau khi người Pháp chiếm được quyền kiểm soát toàn bộ lãnh thổ Việt Nam, họ đã sử dụng tên gọi Tonkin để chỉ vùng lãnh thổ này.

### Bắc Bộ
Sau cuộc đảo chính Pháp tại Đông Dương ngày 9 tháng 3 năm 1945, quân đội Nhật đã tuyên bố trao lại quyền độc lập cho Đế quốc Việt Nam. Song song với quá trình thanh lập chính phủ, vua Bảo Đại cũng cho phân vùng lãnh thổ V
Tên gọi Bắc Bộ được sử dụng lâu dài cho đến ngày nay.

### Bắc Phần
Tên gọi Bắc Phần ra đời vào khoảng năm 1949, sau khi chính phủ Pháp và cựu hoàng Bảo Đại ký thỏa ước thành lập Quốc gia Việt Nam. Quốc gia Việt Nam được phân thành 3 đơn vị hành chính cấp Phần, là một cấp cao hơn tỉnh, đứng đầu là một Thủ hiến do Quốc trưởng chỉ định. Vùng lãnh thổ Bắc Phần tương ứng với vùng lãnh thổ của Bắc Bộ vào năm 1945.
Sắc lệnh số 143-A/TTP của Phủ Tổng thống Việt Nam Cộng hòa ngày 23/10/1956 đã thay đổi cách gọi Bắc Việt, Trung Việt, Nam Việt thời Quốc gia Việt Nam thành ba vùng tương ứng là Bắc Phần, Trung Phần, Nam Phần. Tên gọi này không được phía Việt Nam Dân chủ Cộng hòa và Mặt trận Dân tộc Giải phóng miền Nam Việt Nam sử dụng.